# Amy Webb
Amy Lynn Webb, född 1974 i East Chicago i Indiana i USA, är en amerikansk futurist, författare och grundare samt VD för Future Today Institute. Webb avlade examen vid Indiana University och Columbia University Graduate School of Journalism. Hon har skrivit boken The Big Nine som blev utgiven 2019 och handlar om artificiell intelligens.